# Tapinocyba bicarinata
Tapinocyba bicarinata là một loài nhện trong họ Linyphiidae.
Loài này thuộc chi Tapinocyba. Tapinocyba bicarinata được James Henry Emerton miêu tả năm 1913.